# Stazione di Padova Interporto

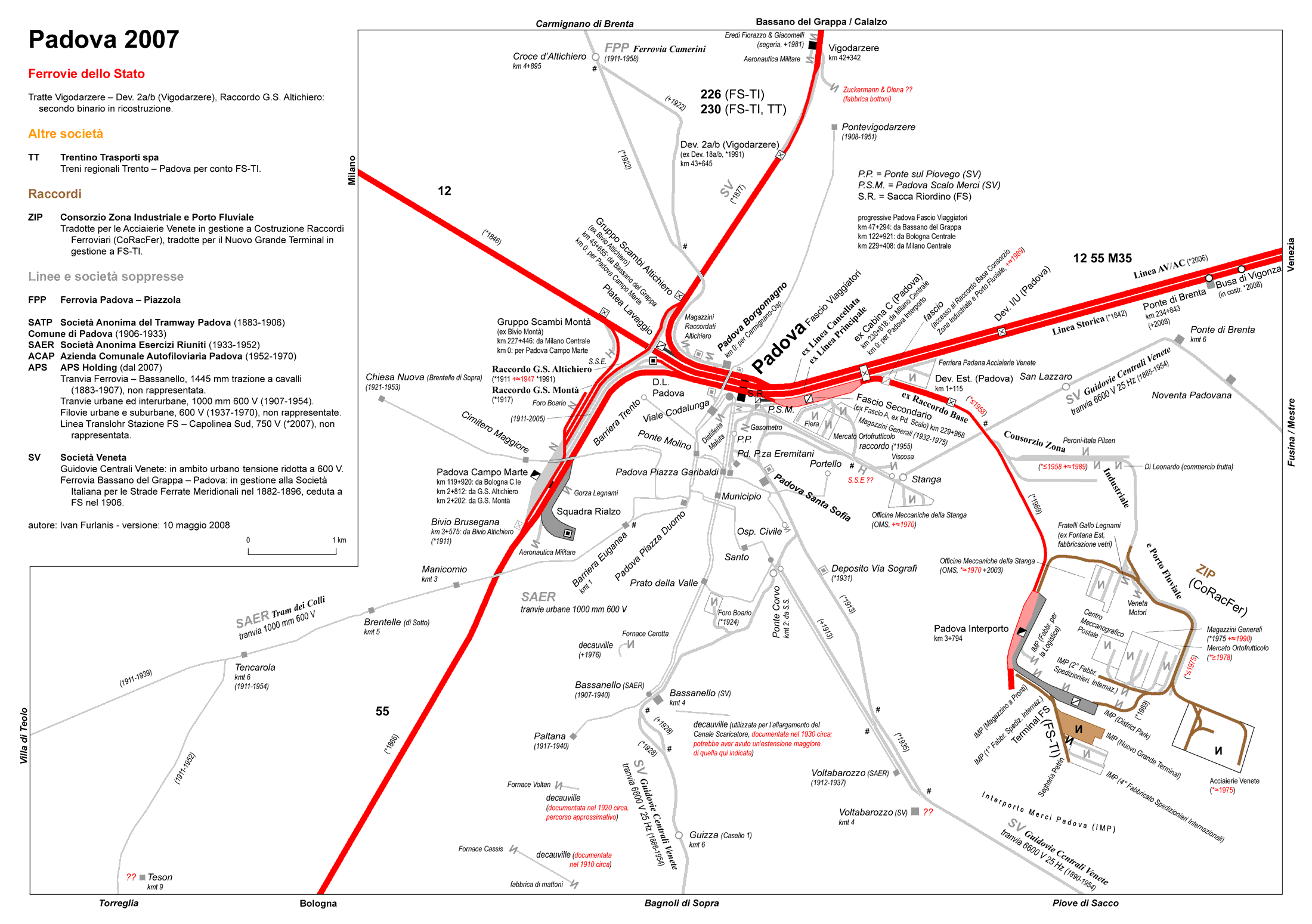
Mappa ferroviaria e tranviaria di Padova aggiornata al 2007.

La stazione di Padova Interporto è l'impianto ferroviario della città di Padova dedicato esclusivamente al traffico merci. È localizzata in zona industriale lungo le rive del canale Roncajette al termine della breve ferrovia Padova-Padova Interporto. 

## Storia
La stazione fu ufficialmente inaugurata il 9 maggio 1988, anche se i primi treni merci cominciarono ad utilizzare il nuovo impianto a partire dall'anno successivo.

## Strutture e impianti
La stazione si compone di:
- un fascio elettrificato di 21 binari per gli arrivi e partenze;
- uno scalo merci con 7 binari;
- un terminal container, denominato Terminal FS, dotato di sei binari.

Dalla stazione inoltre si diramano i raccordi per il Nuovo Grande Terminal, la Segheria Petrin e le Acciaierie Venete. In passato erano presenti numerosi altri raccordi, poi tutti abbandonati o smantellati.

## Movimento
Il traffico vede numerosi treni con destinazione o provenienza (orario 2024):
- Bari Lamasinata,
- Brennero (transito per l'Austria),
- Busto Arsizio,
- Cervignano Smistamento,
- Domo II,
- Genova Voltri,
- Genova Marittima,
- Incoronata,
- La Spezia Migliarina,
- Livorno Calambrone,
- Maddaloni-Marcianise Smistamento,
- Melzo Scalo,
- Novara,
- P.M. Livorno Darsena,
- Rivalta Scrivia,
- Santarcangelo di Romagna,
- Savona Parco Doria,
- Trieste Campo Marzio.